# Jodzicze
Jodzicze (biał. Ёдзічы, Jodziczy; ros. Ёдичи, Jodiczi) – wieś na Białorusi, w obwodzie grodzieńskim, w rejonie brzostowickim, w sielsowiecie Brzostowica Mała. Położona jest 53 km na wschód od Białegostoku, 3,3 km od granicy polsko-białoruskiej, na północnym brzegu rzeki Brzostowiczanki, w oficjalnej strefie przygranicznej Białorusi.

## Historia
W czasach zaborów w granicach Imperium Rosyjskiego, w guberni grodzieńskiej, w powiecie grodzieńskim. Od 1919 roku w granicach II Rzeczypospolitej. 7 czerwca 1919 roku, wraz z całym powiatem grodzieńskim, weszła w skład okręgu wileńskiego Zarządu Cywilnego Ziem Wschodnich – tymczasowej polskiej struktury administracyjnej. Latem 1920 roku zajęta przez bolszewików, następnie odzyskana przez Polskę. 20 grudnia 1920 roku włączona wraz z powiatem do okręgu nowogródzkiego. Od 19 lutego 1921 roku w województwie białostockim, w powiecie grodzieńskim, w gminie Hołynka. We wrześniu 1921 roku we wsi było 10 domów mieszkalnych i 13 zamieszkanych zabudowań innego typu.
W wyniku napaści ZSRR na Polskę we wrześniu 1939 roku miejscowość znalazła się pod okupacją radziecką. 2 listopada została włączona do Białoruskiej SRR. 4 grudnia 1939 roku włączona do nowo utworzonego obwodu białostockiego. Od czerwca 1941 roku pod okupacją niemiecką. 22 lipca 1941 roku włączona w skład okręgu białostockiego III Rzeszy. W 1944 roku ponownie zajęta przez wojska radzieckie i włączona do obwodu grodzieńskiego Białoruskiej SRR. Od 1991 roku miejscowość wchodzi w skład niepodległej Białorusi.
18 października 2013 roku wieś została wyłączona z sielsowietu Brzostowica Wielka i włączona do sielsowietu Brzostowica Mała.

## Demografia
Według spisu powszechnego z 30 września 1921 roku wieś zamieszkana była przez 161 osób, w tym 160 Polaków i 1 osobę innej narodowości. Wszyscy mieszkańcy wsi wyznawali prawosławie.